# باران

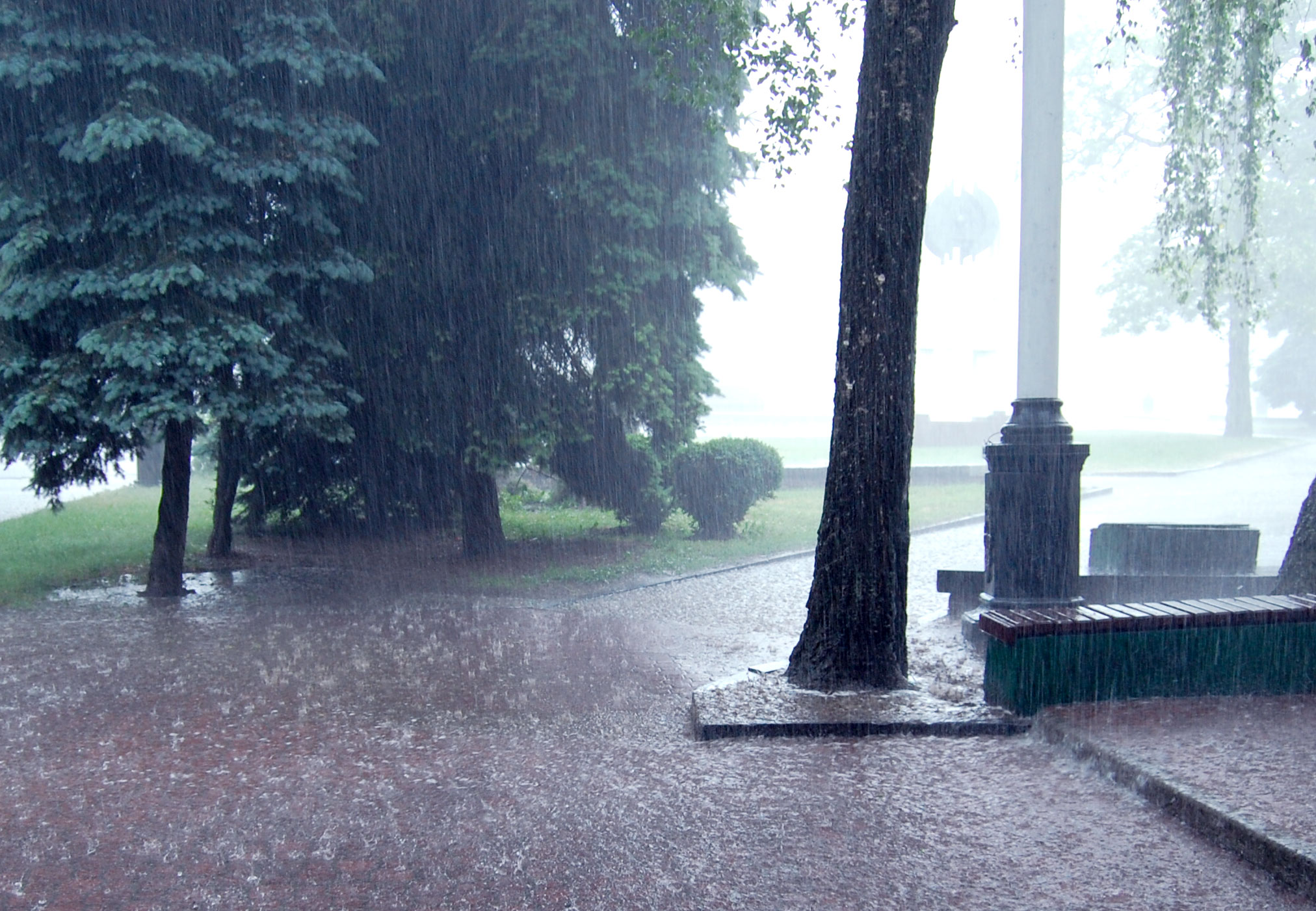
بارش باران

باران (فارسی میانه: واران، فارسی عامیانه: بارون) قطرات ریز آب هستند که در نتیجه فشردگی بخار آب موجود در جو زمین شکل می‌گیرد و هنگامی که به اندازه کافی سنگین شد، تحت تأثیر نیروی گرانش سقوط می‌کند.
علت اصلی بارش باران جابجایی هوای مرطوب به علت اختلاف دما و رطوبت است که به جبهه‌های هواشناسی معروف است. اگر رطوبت به اندازه کافی و بسمت بالا حرکت کند، بارش از ابرهای همرفتی (که دارای حرکت عمودی به سمت بالا هستند) مانند کومولونیمبوس (ابرهای رعد و برق) رخ می‌دهد. بارش بخش عمده‌ای از چرخهٔ آب محسوب شده و فراهم کنندهٔ آب شیرین بر روی سیاره زمین است. سیستم‌های طبقه‌بندی اقلیمی مانند سامانه طبقه‌بندی اقلیمی کوپن از میانگین باران سالانه برای تقسیم‌بندی اقلیم‌های مختلف بهره می‌برند. باران شرایط مطبوعی را برای ایجاد و حفظ زیست‌بوم‌های متنوع طبیعی فراهم و بهره‌برداری‌های انسانی را مانند تولید محصولات کشت زمینی و تولید برق در نیروگاه‌ها را هموار می‌سازد.
باران در سیارات دیگر نیز مشاهده می‌شود، که می‌تواند ترکیبی از متان، نئون، سولفوریک اسید یا حتی آهن به جای آب باشد.

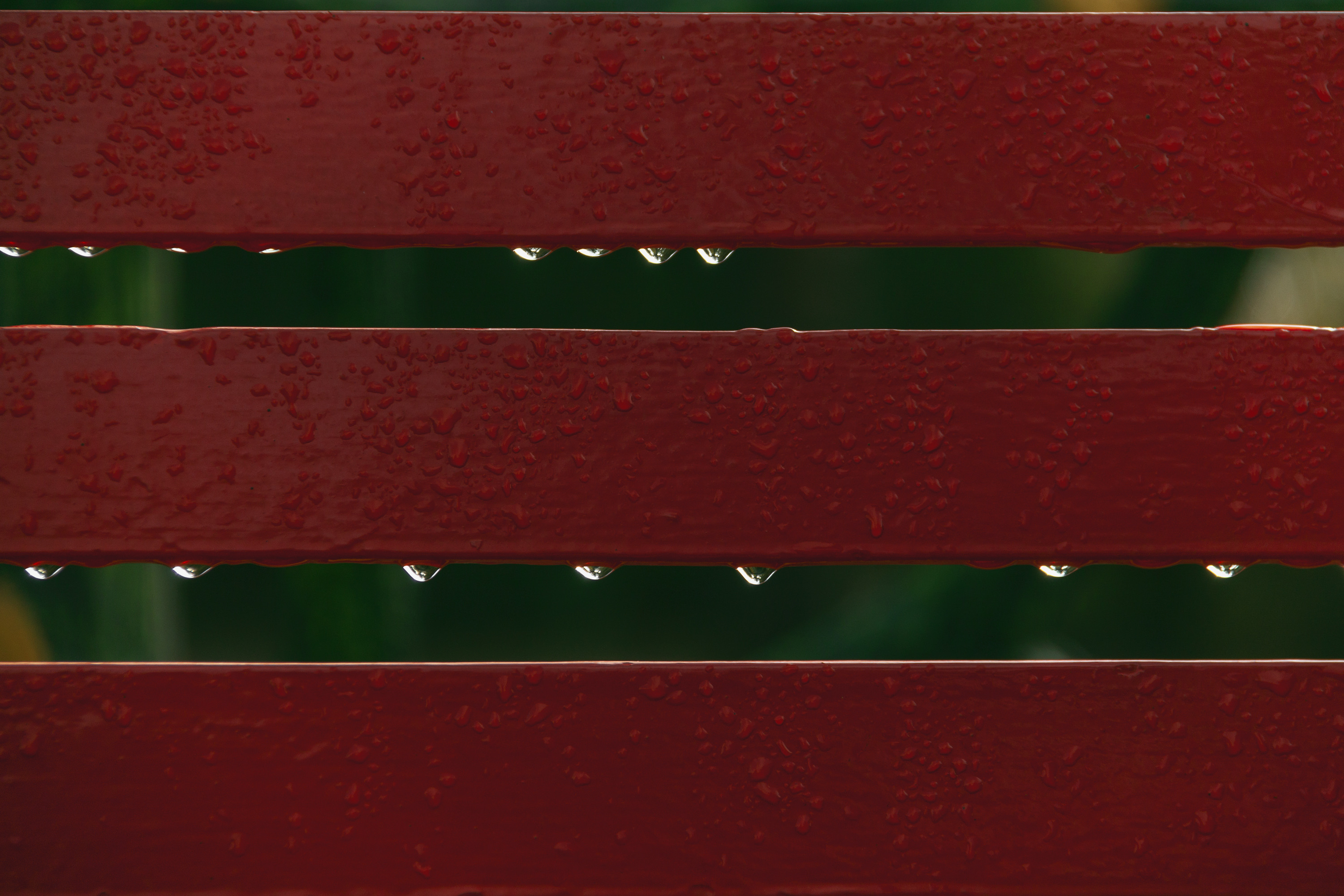
قطرات باران در حال ریزش از نیمکت یک پارک

## مراحل تشکیل
جو زمین از گازهایی از جمله بخار آب تشکیل شده. بخار آب هوای گرم محسوب شده و نسبت به هوای سرد غلظت کمتری دارد و به این دلیل به سوی آسمان بالا می‌رود. البته در حالتی که یک جبهه هوای متحرک سرد (که غلیظ‌تر است) به یک جبهه هوای گرم برخورد کند باز هم بخار آب قادر به حرکت به بالا خواهد بود، چون جبهه هوای سرد می‌تواند خود را به فضای زیرین منتقل کرده و به جبهه هوای گرم فشار وارد کند تا ارتفاعش را افزایش دهد. هنگام ورود بخار آب به جو زمین، ذره‌های بسیار ریز غبار، دوده و نمک که مواد ذره بینی موجود در جو هستند (هواویز) با آن ترکیب می‌گردند. ذره‌های آب به وسیله بادهای عمودی قوی یا جریان‌های جا به جایی نگه داشته شده و در حین افزایش ارتفاع منبسط شده و خنک می‌شوند. هوای گرم مرطوب در اثر فرایند خنک سازی ادیابتیک سرد می‌شود.

### تشکیل ابر
بخار آب همراه با کاهش دمای هوای محیط به نقطه شبنم می‌رسد و به ذرات بسیار ریز آب و کریستال‌های یخ تبدیل می‌شود، سپس با هواویز برخورد کرده و به یکدیگر می‌چسبند. سرانجام نیز با انباشت ذرات آب و هواویزهای به هم چسبیده، فرایند به هم پیوستن انجام پذیرفته و ابرها شکل می‌گیرند. اندازه قطرات آب موجود در ابر می‌تواند بین ۱۰ میکرون تا ۱ میلی‌متر باشد.
رطوبت فراوانی به شکل ابر رسانا در جو زمین، بسیار بیشتر از آنچه که هوای منطقه می‌تواند تحمل کند، جمع می‌شود. در این حالت گفته می‌شود که اشباع صورت پذیرفته و آب و کریستال‌های یخ برای ریزش به سوی زمین آماده شده‌اند.
وقتی که هوا اشباع می‌شود و دیگر قادر به انباشت بخار آب بیشتری نیست، به دو طریق ابرها شکل می‌گیرند:
- مقدار آب موجود در هوا (برای مثال از طریق تبخیر) به نقطه‌ای رسیده که هوا قادر به انباشت بیشتر آب نیست.
- هوا تا نقطه شبنم (نقطه‌ای که در آن انقباض صورت می‌گیرد) سرد شده و دیگر قادر به انباشت آب بیشتری نیست. هرچه هوا گرمتر باشد قادر به انباشت مقدار بیشتری بخار آب است. ابرها معمولاً از طریق انقباض پدید می‌آیند. هوا همان‌طور که ارتفاع می‌گیرد، سرد می‌شود و کاهش دمای هوا توانایی آن را در انباشت بخار آب طوری کاهش می‌دهد که فرایند انقباض صورت می‌پذیرد. ارتفاعی که نقطه شبنم در آن ممکن می‌گردد و ابرها شکل می‌گیرند به نام سطح انقباض شناخته می‌شود.[۵]

قطرات ابر به دو روش به وجود می‌آیند، بزرگ می‌شوند و به صورت قطرات باران می‌بارند. این دو روش عبارتند از فرایند برگرون (Bergeron) و فرایند به هم پیوستگی برخوردی.

### به هم پیوستگی برخوردی
به هم پیوستگی برخوردی توصیف می‌کند که چگونه باران در ابرهای گرم شکل می‌گیرد. ابرهای گرم ابرهایی هستند که در زیر سطوح منجمد کننده جو جاگیر شده‌اند.
در داخل این ابرها قطرات نسبتاً بزرگ ابر مایع به دلیل حضور هسته‌های متراکمی مثل نمک دریا شکل می‌گیرند. این قطرات بزرگ شده، با سرعت نسبتاً زیاد در میان ابر سقوط می‌کنند و با قطرات کوچکتر و کندتر برخورد می‌کنند. وقتی که این اتفاق رخ می‌دهد، قطرات ریز به هم ملحق می‌شوند و بزرگتر می‌شوند. سپس این قطره بزرگتر حتی سریعتر سقوط می‌کند و بیشتر همسایگانی که آهسته حرکت می‌کنند را نیز با خود همراه می‌کنند.
این چرخه ادامه می‌یابد و ادامه می‌یابد تا زمانی که تقریباً یک میلیون یا بیشتر از یک میلیون قطره ریز ابر با هم جمع می‌شود. در این موقع، قطره به اندازه کافی بزرگ شده تا از ابر خارج شود و سفرش به روی زمین را بدون تبخیر انجام دهد و به سطح زمین برسد.
البته اگر لایه‌های هوا پایین رطوبت کمی داشته باشند ممکن است قطرات آب مجدداً تبدیل به بخار شده و هرگز به زمین نرسند. برای این که باران به زمین برسد باید ریزش ابر آنقدر ادامه پیدا کند تا در لایه زیرین رطوبت افزایش یابد و قطرات باران بتوانند بدون تبخیر شدن مجدد به سطح زمین برسند. اگر ذرات ناخالصی جاذب رطوبت در توده هوا وجود داشته باشد قطرات آب جذب این ذرات شده و بسیار سریعتر رشد می‌کنند و فرایند تشکیل باران بسیار سریعتر انجام می‌شود. به علاوه قطرات باران سنگین تر شده و با سرعت بیشتری به سمت زمین حرکت می‌کنند که بدین معنی است که زمان کمتری را در لایه‌های غیر اشباع سپری کرده و مقدار کمتری از آنها بخار می‌شوند و احتمال رسیدن این قطرات به سطح زمین بسیار بیشتر می‌شود. اگرچه این نظریه بسیار ساده و قابل قبول است اما نمی‌تواند تمام انواع بارندگی‌ها را به خوبی تشریح کند.

### فرایند باران سرد یا برگرون
این فرایند از نام یک هواشناس سوئدی به نام تور برگرون (Tor Bergeron) گرفته شده و توضیح می‌دهد که چگونه قطرات آب فوق‌العاده سرد با بلورهای یخ اثر متقابل دارند به نحوی که برف دانه‌ها رشد کنند.
فرایند برگرون توضیح می‌دهد که چگونه باران در بخش‌های بالایی و سرد ابرها تولید می‌شود که در آن دما به میزان زیادی زیر نقطه انجماد است. بیشتر بارانی که از فرایند برگرون حاصل می‌شود، به صورت دانه‌های برف شروع می‌شود. از این رو گاهی باران سرد نامیده می‌شود. برخلاف آنچه به نظر می‌رسد، زمانی که آب خالص در داخل هوا معلق است، درواقع در دمای صفر درجه سانتیگراد منجمد نمی‌شود. این آب منجمد نمی‌شود تا زمانی که درجه حرارت تقریباً به ۴۰- درجه کاهش پیدا کند. وجود ناخالصی‌های جاذب رطوبت کمک می‌کند که آب سریعتر منجمد شود و به دانه‌های برف یا یخ تبدیل شود، بسته به این که دمای ابر چقدر باشد و نحوه تغییرات دما در این توده به چه صورت باشد بلورهایی با اشکال متفاوت شکل می‌گیرند.
زمانی که آب و یخ به صورت همزمان در داخل ابر وجود داشته باشد از آنجایی که فشار بخار در سطح آب مایع بیشتر از فشار بخار سطح یخ است در این حالت مولکول‌های تبخیر شده از قطرات آب جذب ذرات یخ می‌شود و به مرور قطرات آب کوچکتر شده و بلورهای برف یا یخ بزرگتر می‌شوند تا حدی که می‌توانند به سمت زمین حرکت کرده و بارش شروع می‌شود، حال اگر در لایه‌های زیرین دمای هوا بالاتر از صفر باشد بلورهای یخ ذوب شده و بارش به صورت باران در می‌آید اما اگر دما زیر صفر یا نزدیک صفر باشد بارش به صورت برف به سطح زمین خواهد رسید.
گاهی ریزش ابرهای بالاتر باعث اشباع شدن توده‌های پایین‌تر و تشکیل ابرهای ثانویه در زیر ابر اصلی می‌شود که می‌توان پیش‌بینی کرد که بارش به زودی به سطح زمین خواهد رسید و گاهی نیز بارشهای ابرهای بالاتر باعث غلیظ تر شدن ابرهای پایین‌تر و شروع بارش ابرهای لایه‌های پایین‌تر می‌شود که در این حالت ممکن است شما چند نوع بارندگی به‌طور همزمان رخ دهد.
بارش بیشتر به وسیله فرایند برگرون شکل می‌گیرد تا به شکل به هم پیوستگی برخوردی.

### شرایط بارش
برای این که فرایند برگرون کار کند، لازم است که یک ابر هم حاوی قطرات آب مایع و هم بلورهای یخ باشد. هر دوی اینها با هم فقط در داخل ابرهایی که درجه حرارت بین ۱۰- و ۲۰- درجه سانتیگراد دارند وجود دارند.

به همین ترتیب، فرایند به هم پیوستگی برخوردی تنها زمانی می‌تواند کار کند که ابرها حاوی قطرات مایعی باشند که اندازه شان به‌طور متوسط بزرگتر از ۰٫۰۲ میلیمتر است. از آنجایی که همه ابرها چنین نیستند، همه آنها قادر به تولید بارش با به هم پیوستگی برخوردی نیستند. 

شکل قطرات باران نسبت به اندازه‌های قطرات متفاوت است

ابرهایی که کم عمق یا باریکند برای به هم پیوستگی برخوردی مناسب نیستند، زیرا فاصله کافی وجود ندارد تا قطره‌های باران با بقیه قطره‌ها برخورد کنند و به اندازه کافی رشد کنند تا از درون ابر سقوط کنند. ابرها با عمق عمودی زیاد بهتر باران تولید می‌کنند.
همچنین اگر قطرات کوچک آب موجود در یک ابر، به یک توده هوای گرم برخورد کنند تبخیر شده و ابر ناپدید می‌شود. به همین علت است که ابرها، مدام تغییر شکل می‌دهند. آب موجود در آنها از حالت بخار به مایع تبدیل می‌شود. قطرات آب موجود در ابر، وزن دارند؛ بنابراین، جاذبه زمین آنها را به پایین می‌کشد. آنها به پایین و پایین‌تر تنزل می‌کنند و هم چنان‌که در حال فرود، به سطح زمین نزدیک می‌شوند، تبخیر صورت می‌گیرد.

## اندازه قطرات باران
قطر قطرات باران معمولأ بیش از ۰/۵ میلی‌متر است و قطرات بین ۰/۲–۰/۵ میلی‌متر را بارانک یا ریزباران نم نم باران می‌گویند که نوعی از بارش است. نم نم باران به وسیلهٔ ابر پوشنی و ابر پوشن‌کومه‌ای تولید می‌شود. در بسیاری از موارد قطره‌های کوچکتر از ۰/۲ میلی‌متر عمومأ پیش از رسیدن به زمین بخار می‌شود. کد متار برای نم نم باران DZ است. بیشتر باران‌ها دارای قطره‌هایی بین ۱ و ۲ میلی‌متر هستند اما در بعضی طوفانها قطرات بزرگتر از ۵ میلی‌متر نیز دیده شده‌است.

## باران منجمد

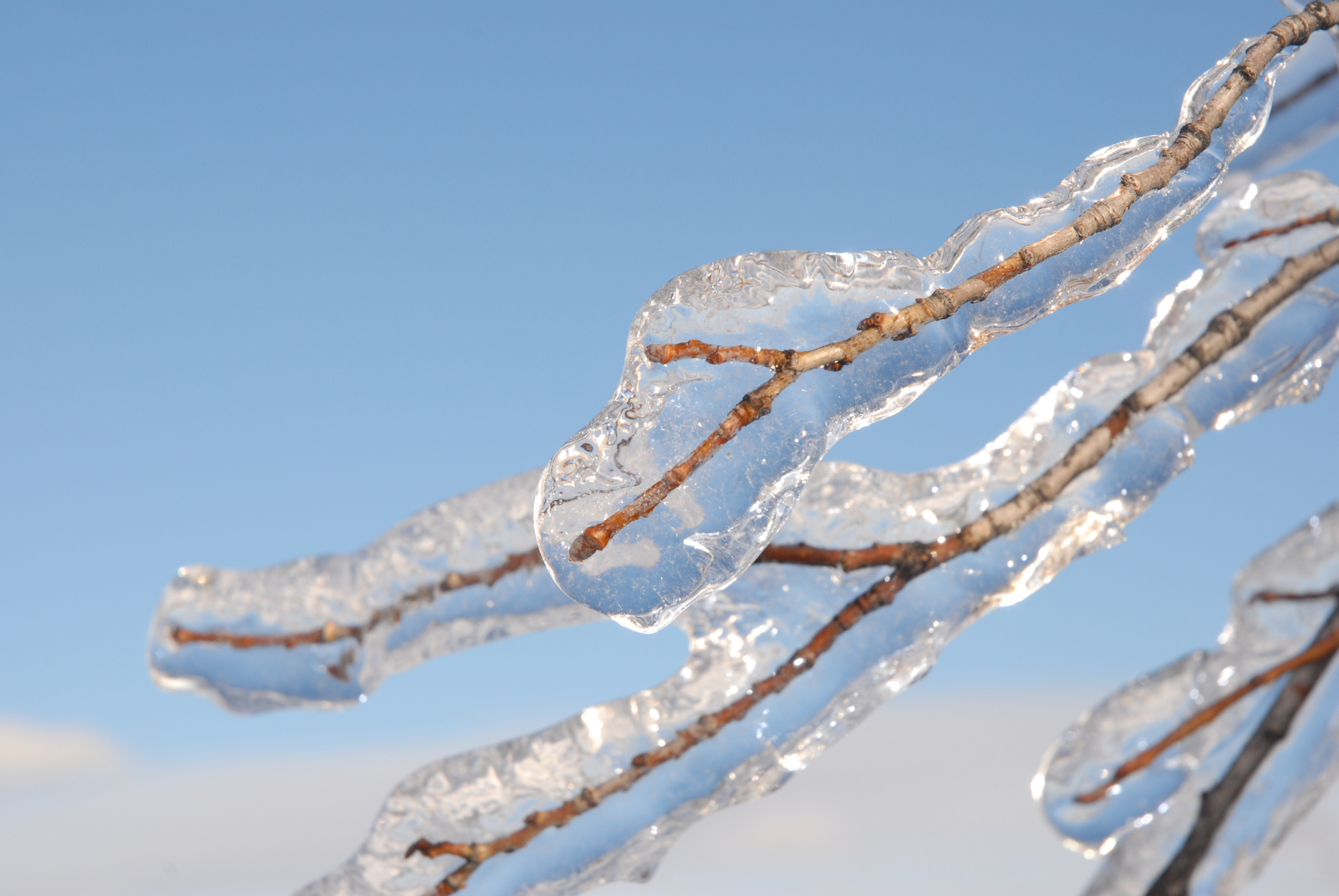
یخ ایجاد شده در اثر بارش باران منجمد در نزدیکی رودخانهٔ مالبه، کبک

باران منجمد به نوعی باران می‌گویند که به هنگام بارش دمای سطح زمین زیر نقطهٔ انجماد است. برخلاف تگرگ و برف، باران منجمد به هنگام بارش کاملاً مایع است و هنگام عبور از ارتفاع چند ده متری از سطح زمین که لایه‌ای از هوا با سرمای زیر نقطهٔ انجماد است دچار پدیدهٔ فراسرمایش شده و به هنگام برخورد به سطح یا شیئی بلافاصله منجمد می‌شوند. کلفتی یخ ایجاد شده به وسیلهٔ باران منجمد ممکن است به چند سانتیمتر برسد. کد متار برای باران منجمد FZRA است.

## خارج از زمین
بارش الماس در سیارات غول پیکر گازی، مانند مشتری و زحل، و نیز در سیارات غول پیکر یخی، مانند اورانوس و نپتون، اشاره شده‌است. احتمال بارش ترکیبات مختلف در اتمسفر فوقانی غول‌های گازی و نیز بارش نئون مایع در اتمسفرهای عمیق وجود دارد. اینگونه تصور می‌شود که در تیتان، بزرگ‌ترین قمر طبیعی زحل، بارش غیر مکرر متان کانال‌های متعدد سطحی ماه را خلق کرده باشند. در زهره، باران اسید سولفوریک در ۲۵ کیلومتری از سطح تبخیر می‌شود.

## نوشیدن آب باران
ممکن است تصور شود که آب باران برای نوشیدن مناسب است اما بر اساس مراکز کنترل و پیشگیری از بیماری‌های ایالات متحده، آب باران لزوماً برای نوشیدن مناسب نمی‌باشد و باید بررسی و احتمالاً به نحوی پاک سازی و تصفیه شود. همچنین بر اساس پژوهشهای جدید، آب باران در «هیچ‌کجای جهان» برای نوشیدن مناسب نمی‌باشد و در دسته «مواد تا ابد شیمیایی» قرار می‌گیرد.